# Josef Ximénez

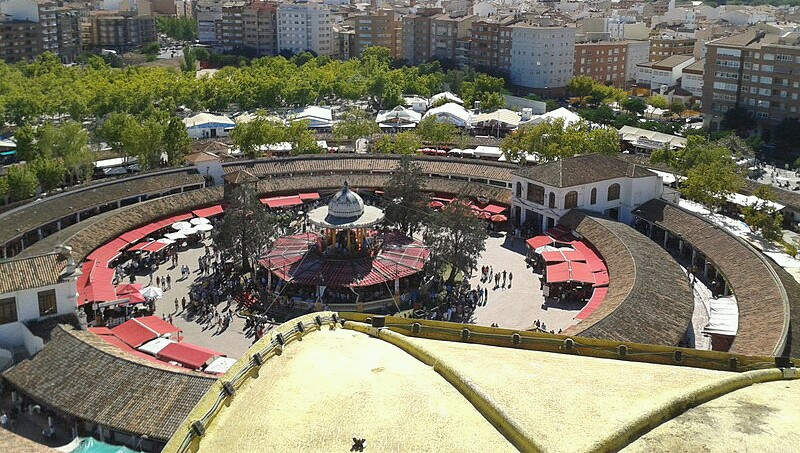
Recinto Ferial de Albacete (1783).

Josef López Ximénez (n. Albacete) fue un arquitecto español, creador del Recinto Ferial de Albacete.
Ximénez recibió en 1783 el encargo del Ayuntamiento de Albacete, en Sesión de 2 y 4 de agosto, de proyectar un recinto ferial en la ciudad.
Ideó un recinto ferial circular con una propuesta arquitectónica basada en los sistemas tradicionales de La Mancha: muros de cal y cerramientos propios de las quinterías manchegas.